# Coming Clean
Coming Clean è la prima opera teatrale del drammaturgo britannico Kevin Elyot, debuttata a Londra nel 1982.

## Trama
Tony e Greg sono una coppia affiatata da alcuni anni e vivono nella loro casa a Kentish Town, nel Nord di Londra. Per evitare di temere l'infedeltà reciproca, in comune accordo i due hanno deciso di concedersi scappatelle occasionali, purché l'altro non sappia nulla al riguardo e, soprattutto, il sesso fuori dalla relazione sia sempre una storia da "una botta e via" e non un rapporto duraturo e  clandestino con un amante. Ma Tony, che ha difficoltà con il suo romanzo, comincia a desiderare qualcosa di più stabile, ma le sue aspirazioni crollano quando scopre che Greg ha una relazione da settimane con Robert, il loro ragazzo delle pulizie. Quando si confrontano sulle diverse aspettative che hanno sul futuro della loro relazione, il rapporto crolla.

## Produzioni
Coming Clean debuttò al Bush Theatre di Londra il 3 novembre 1982, con un cast formato da:  Eamon Boland, Clive Mantle, C.J. Allen, Ian McCurrach e Philip Donaghy; David Hayman curava la regia. La pièce vinse il Samuel Becket Award al miglior drammaturgo esordiente. 
Adam Spreadbury-Maher ha diretto un revival della pièce in scena al King's Head di Londra dal 25 luglio al 26 agosto 2017, con Lee Knight (Tony), Elliot Hadley (William), Tom Lambert (Robert) e Jason Nwoga (Greg). Dal gennaio al febbraio del 2019 questa produzione viene anche proposta ai Trafalgar Studios del West End.